# Urdenbacher Kämpe

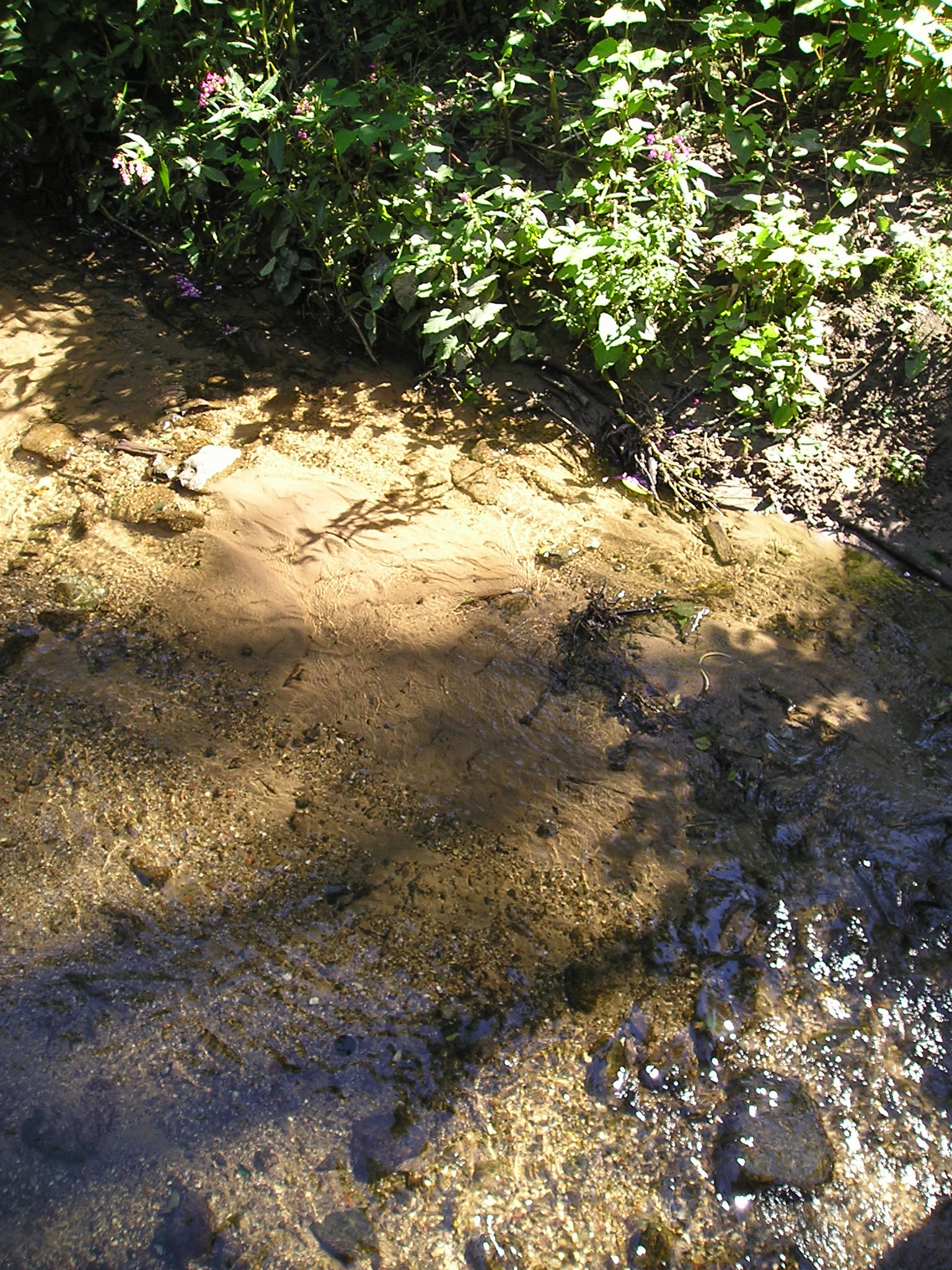
Bach in der Urdenbacher Kämpe

Die Urdenbacher Kämpe sind ein Landschaftsgebiet, das süd- und westlich der bebauten Gebiete der Düsseldorfer Stadtteile Urdenbach und Hellerhof sowie nördlich des Monheimer Ortsteils Baumberg liegt.

## Lage, Name und Flurbereiche
Begrenzt werden die Urdenbacher Kämpe im Westen vom Rhein und im Osten vom Urdenbacher Altrhein mit dem Garather Mühlenbach und dem Baumberger Graben. Sie entstanden im vermutlich Januar/Februar 1374, als der Rhein bei einem Durchbruch während eines verheerenden Hochwassers seinen Flussverlauf änderte und sein heutiges Flussbett einnahm. Seitdem werden die Urdenbacher Kämpe nicht mehr östlich, sondern westlich vom Rhein umströmt. Der Altrhein ist das restliche alte Flussbett des Rheins vor seiner Verlagerung nach Westen.
Der Name Kamp (Plural: Kämpe) ist die Eindeutschung des lateinischen Worts Campus für Feld, Flur. Der historische Name Urdenbacher Kämpe wird für dieses Gesamtgebiet als Urdenbacher Kämpe verwendet. Der eigentliche Namensgeber der Urdenbacher Kämpe ist der nordwestliche Teil. Der nordöstliche Bereich ist das „Forstgebiet Alter Rhein“, der südwestliche Teil das „Urdenbacher Rheinufer“ und das südöstliche Gebiet die „Baumberger Aue“.
Kommunal gehört der nördliche Teil des Gebietes ab etwa Höhe Ausleger zu Düsseldorf und der südliche zu Monheim.

## Landschaftstypen

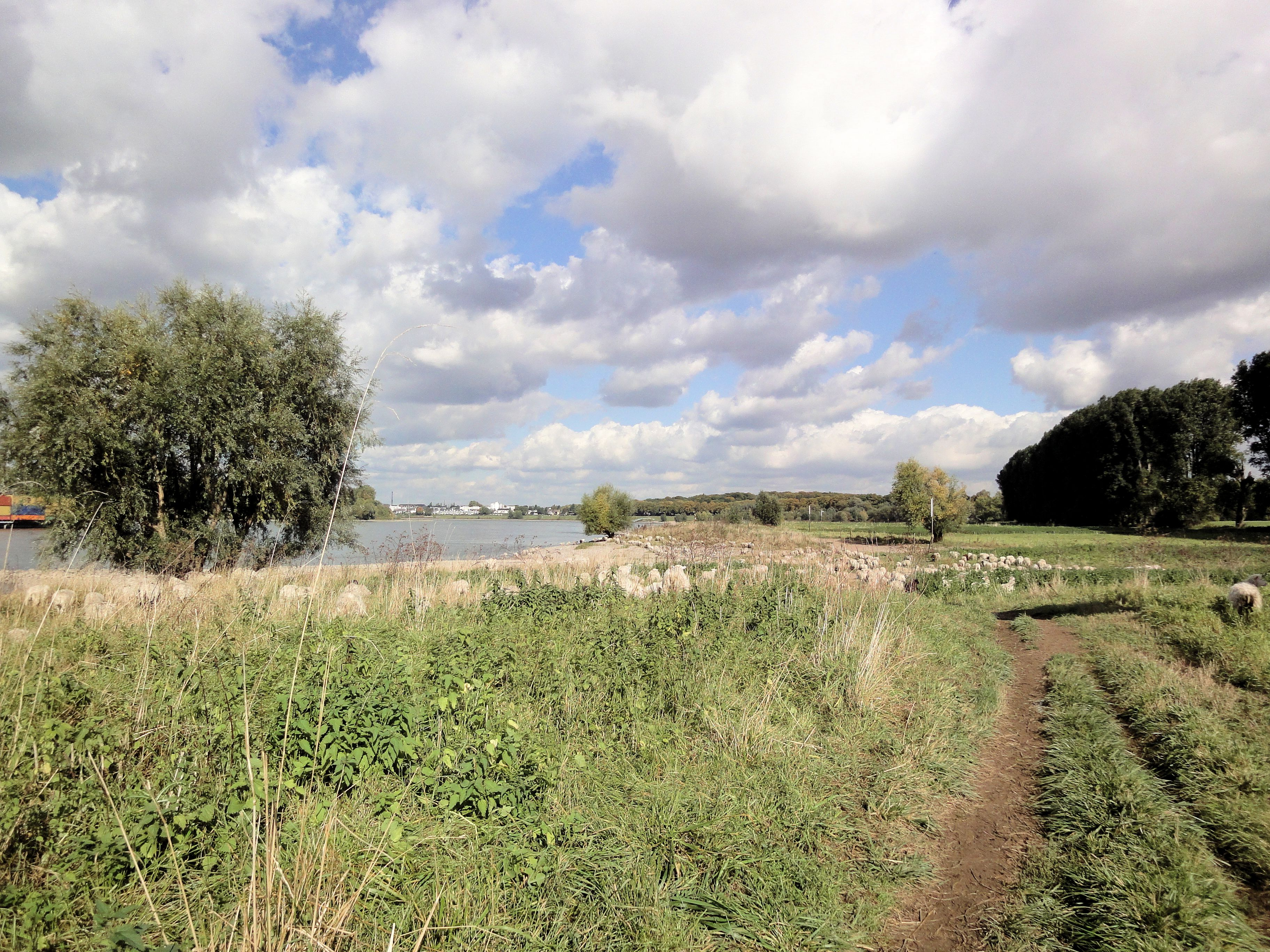
Urdenbacher Kämpe

Das Gebiet ist im Nordosten und Südwesten von Auwäldern bedeckt. Der Bereich „Forstgebiet Alter Rhein“ ist eines der letzten Hartholzauen-Wäldchen des Niederrheins. Die Hartholzaue beherbergt Eisvogel, Pirol, Schwarzmilan und Wachtelkönig. Teile des Nordwestens sind Streuobstwiesen und, wie auch der Nordosten, Weide- und Grasland. Auf dem Weideland wachsen Pappeln, Eschen und Weiden. Im mittleren und südlichen Bereich liegen überwiegend landwirtschaftlich genutzte Ackerflächen.

## Nutzung und Umfang der Schutzgebiete
Das Zentrum des Düsseldorfer Bereiches mit der Ausbuchtung Richtung Ausleger/Rheinfähre und das Baumberger Gebiet ohne dessen bewaldeter Westteil sind Ackerland. Der Altrheinbogen südlich von Urdenbach bildet das Düsseldorfer Naturschutzgebiet Urdenbacher Kämpen mit eine Größe von rund 364 ha. Fast das gesamte Gebiet der Kämpen unterliegt der europäischen Flora-Fauna-Habitat-Richtlinie (FFH-Gebiet). Große Teile des Gebietes einschließlich des landwirtschaftlich genutzten „Feuchtgrün Landes“ im Bereich des Altrheines sind Naturschutzgebiete (NSG), während die bäuerlich genutzten Ackergebiete Landschaftsschutzgebiete (LSG) sind. Bis auf den als Ackerland genutzten mittleren Ackerteil einschließlich Ausbuchtung bis zum Rheinufer ist das Naturschutzgebiet im Düsseldorfer Teil 324,5 ha groß. Von dem zu Monheim gehörenden Gebiet sind nur die Randbereiche ohne den mittleren Geländeteil Naturschutzgebiete. Letzteres sind die Naturschutzgebiete „Urdenbacher Altrhein und Baumberger Aue“ mit 30,99 ha und das Naturschutzgebiet Rheinufer – Urdenbacher Altrhein bei Baumberg mit 77,2 ha ohne den in diesem Bereich liegenden Campingplatz. Im nördlichen Teil des NSG Urdenbacher Rheinufers liegt noch das gesondert ausgewiesene Naturschutzgebiet Am Kirberger Loch mit 5,71 ha. Eine detaillierte amtliche Karte des Gesamtgebietes Urdenbacher Kämpe ist im Fachinformationssystem des LANUV abrufbar.

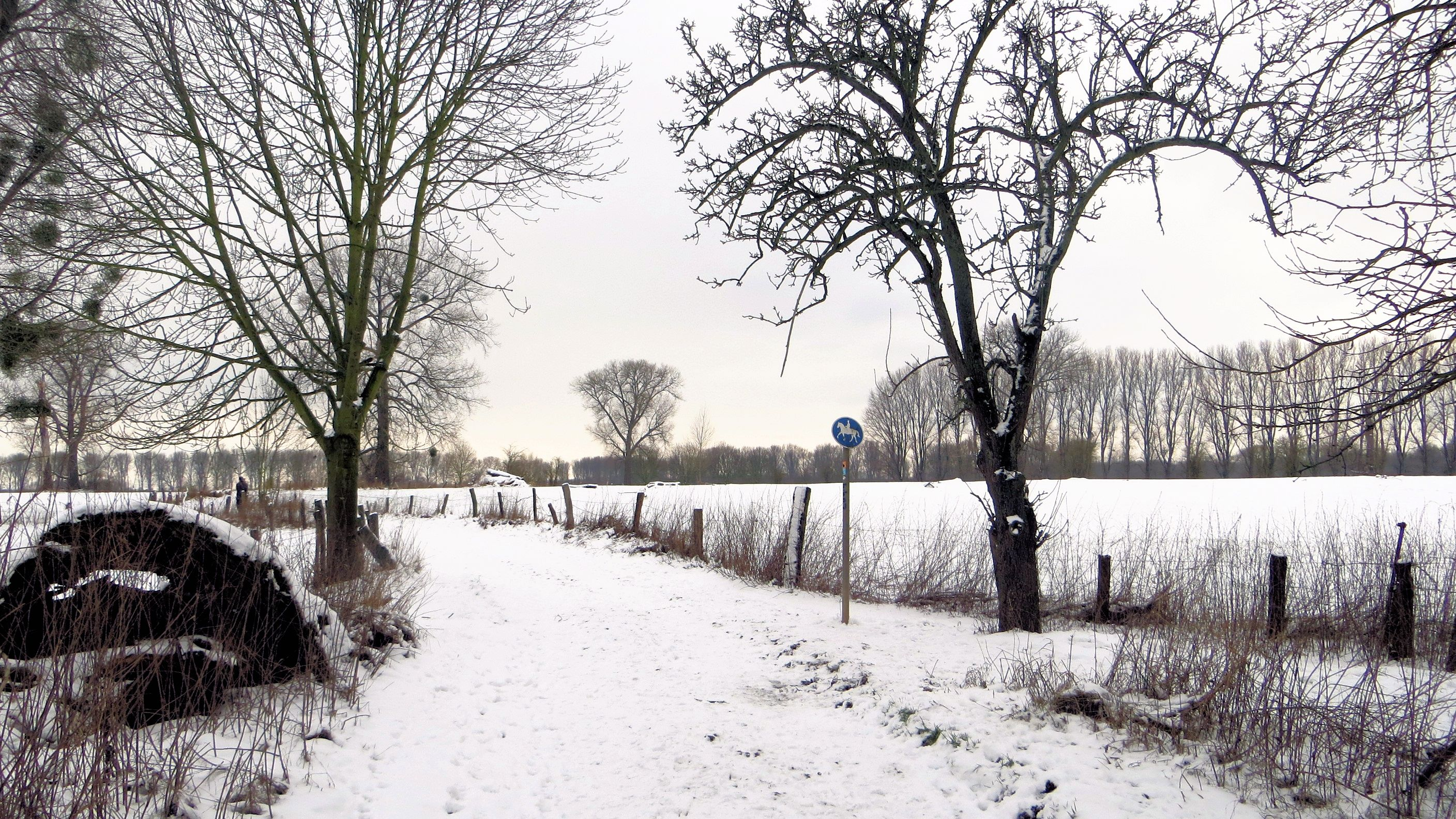
Urdenbacher Kämpe im Winter

Da das Gesamtgebiet nur wenig höher als das Rheinufer liegt, wird es bei Hochwasser vom Rhein überflutet und ist ein amtliches Überschwemmungsgebiet für eine „Hochwasserentlastung“. In den 1950er Jahren wurde durch Bau von Sommerdeichen und Entwässerungskanälen die landwirtschaftliche Bewirtschaftung der Wiesen und die Gewinnung von Heu verbessert, da danach nur bei Rheinhochwasser die Kämpen noch überflutet wurden. Von Herbst 2013 bis März 2014 wurde das südwestliche Ufer des Garather Mühlenbaches an zwei Stellen geöffnet, so dass nun auch bei normalen Rheinwasserstand tiefere Gebiete im Bereich des Forstgebietes Alter Rhein ganzjährig unter Wasser stehen.
In Höhe der nördlichen Ortsgebietes von Zons liegt in der Kämpe nahe dem Rheinufer der sogenannte Ausleger. Dies war ursprünglich eine bäuerliche Hofanlage, die 1832 urkundlich nachweisbar ist. Aktuell sind hier im Bereich der ehemaligen Hofanlage zwei Gaststätten und eine alte ganzjährig betriebene Fährverbindung für Kraftwagen, Radler und Wanderer über den Rhein nach Zons vorhanden. Die Fährverbindung ist für 1865 nachweisbar, dürfte jedoch wie die Hofstelle auch noch deutlich älter sein.
Durch die Kämpe verläuft die L 293 mit der Buslinie 788 der Rheinbahn bzw. Bahnen der Stadt Monheim zwischen Benrath und Monheim. Bei Hochwasser muss sie über Garath und Hellerhof umgeleitet werden.
Inmitten der Kämpen auf Monheimer Gebiet liegt Haus Bürgel, das ursprünglich im 4. Jahrhundert n. Chr. als spätrömisches Kastell von 64 × 64 m Größe mit 12 Wachtürmen errichtet wurde. Ab dem Rheindurchbruch von 1374 liegt Haus Bürgel nicht mehr links-, sondern rechtsrheinisch. Seit dem Frühmittelalter waren die Nachfolgegebäude des Kastells der Sitz eines großen Gutes für die landwirtschaftliche Nutzung weiter Teile der Kämpen und später ein Rittergut. Aktuell beherbergt es heute ein Römisches Museum, eine Biologische Station und eine Zucht für Kaltblutpferde. Im Garten des Hauses Bürgel fand der Pomologe Carl Hesselmann im Jahr 1864 die Apfelsorte Kaiser Wilhelm als Zufallssämling.